# مهدی قاسمی
مهدی قاسمی (زادهٔ ۱۳۵۰ در تهران) موسیقی‌دان و رهبر گروه کر اهل ایران است.

## زندگی
مهدی قاسمی از سال ۱۳۶۴ به فراگیری سه‌تار نزد جلال ذوالفنون پرداخت و از سال ۱۳۶۷ فراگیری ویولن را نزد حشمت سنجری آغاز کرد. وی در سال ۱۳۶۸ وارد دوره کارشناسی موسیقی دانشگاه هنر شد و در این دوره از استادانی چون شریف لطفی، احمد پژمان، کامبیز روشن روان، هوشنگ کامکار و مهربانو توفیق بهره گرفت و هم‌زمان با تحصیل در دانشگاه هنر به همکاری با ارکستر سمفونیک فرهنگسرای بهمن و ارکستر سمفونیک تهران به عنوان نوازنده ویولن پرداخت.
وی در سال ۱۳۷۶ برای ادامه تحصیل به کشور ارمنستان سفر کرد و به تکمیل آهنگسازی نزد «ادوارد میرزویان» پرداخت و اصول رهبری ارکستر را نزد «یوری داویتیان» فرا گرفت.

## فعالیت‌ها
مهدی قاسمی پس از بازگشت به ایران در سال ۱۳۷۸ اقدام به تشکیل گروه کر جدید فرهنگسرای بهمن با استفاده از علاقمندان آماتور نمود که این گروه موفق شد در مدتی کمتر از یکسال، به اجرا بپردازد.
وی در طول سال‌های ۱۳۸۰ و ۱۳۸۱ رهبری ارکستر زهی فرهنگسرای هنر (ارسباران) را به عهده داشت و کنسرت‌های متعددی را با تکنوازان ایرانی و خارجی به اجرا گذاشت.
او در سال ۱۳۸۵ پس از اقامت در شهر تورنتو (کانادا) به تدریس در (Ontario Conservatory of Music) پرداخت و به تکمیل دانسته‌های خود در رهبری نزد «نورهان آرمان» پرداخت.
مهدی قاسمی در حال حاضر به عنوان مدرس با دانشکده موسیقی دانشگاه هنر همکاری دارد و به رهبری گروه کر شهر تهران مشغول است.